# 塞尔维亚联合国际航空
联合国际航空（英語:United International Airlines）是一家总部位于贝尔格莱德尼古拉·特斯拉机场的货运航空公司。

## 历史
联合国际航空曾以“索菲亚航空”為名營運，当时总部设立于保加利亚首都索菲亚。
2007年3月5日，当保加利亚加入欧盟的时候，联合国际航空与另外4家航空公司一同失去了保加利亚政府颁发的飞行许可证。因此，联合国际航空将其总部迁移至塞尔维亚并更改为现名。不过在一年之后的2008年，塞尔维亚民用航空管理部门同样吊销了其飞行许可证。

## 机队
- 5架安托诺夫安-12 (YU-UIA. YU-UIB, YU-UIC, YU-UID, YU-UIE)

联合国际航空出售了所有的5架安托诺夫安-12，并尝试配备更为现代化的机型。